# Vallée de l'Isard, mail de Bulard, pics de Maubermé, de Serre-Haute et du Crabère
Vallée de l'Isard, mail de Bulard, pics de Maubermé, de Serre-Haute et du Crabère este o arie protejată (sit de importanță comunitară — SCI) din Franța întinsă pe o suprafață de 6.428 ha, integral pe uscat.

## Localizare
Centrul sitului Vallée de l'Isard, mail de Bulard, pics de Maubermé, de Serre-Haute et du Crabère este situat la coordonatele 42°50′00″N 0°55′14″E / 42.83333°N 0.92056°E.

## Înființare
Situl Vallée de l'Isard, mail de Bulard, pics de Maubermé, de Serre-Haute et du Crabère a fost declarat arie specială de conservare în baza directivei 92/43 din 1992 referitoare la conservarea habitatelor naturale și a faunei și florei sălbatice pentru a proteja 9 specii de animale.

## Biodiversitate
Situată în ecoregiunea alpină, aria protejată conține 17 habitate naturale: Pajiști uscate europene, Pajiști alpine și boreale, Liziere de ierburi înalte hidrofile de câmpie și de nivel montan până la alpin, Grohotișuri termofile și vest-mediteraneene, Pante stâncoase calcaroase cu vegetație casmofită, Peșteri inaccesibile publicului, Pajiști alpine și subalpine calcaroase, Pajiști silicioase din Pirinei cu Festuca eskia, Formațiuni montane de Cytisus purgans, Fânețe montane, Păduri de fag din Europa Centrală dezvoltate pe sol calcaros cu Cephalanthero-Fagion, Grohotișuri silicioase de la nivelul montan până la nivelul zăpezii (Androsacetalia alpinae și Galeopsietalia ladani), Pajiști calaminariene cu Violetalia calaminariae, Izvoare petrifiante cu formare de travertin (Cratoneurion), Pajiști uscate seminaturale și facies de acoperire cu tufișuri pe substraturi calcaroase (Festuco-Brometalia) (* situri importante pentru orhidee), Turbării active, Păduri de fag acidofile atlantice, cu subarboret de Ilex și, uneori, de asemenea, Taxus, la nivelul arbuștilor (Quercion robori-petraeae sau Ilici-Fagenion).
La baza desemnării sitului se află mai multe specii protejate:
- mamifere (7): liliac cârn (Barbastella barbastellus), Galemys pyrenaicus, liliac cu aripi lungi (Miniopterus schreibersii), liliac cu urechi mari (Myotis bechsteinii), liliacul mare cu potcoavă (Rhinolophus ferrumequinum), liliacul mic cu potcoavă (Rhinolophus hipposideros), urs brun (Ursus arctos)
- nevertebrate (1): Rosalia alpina
- reptile (1): Iberolacerta bonnali

Pe lângă speciile protejate, pe teritoriul sitului au mai fost identificate 18 specii de plante, 1 specie de amfibieni.